# If It Isn't Love
If It Isn't Love è un brano musicale del gruppo statunitense New Edition, pubblicato come singolo il 9 giugno 1988, primo estratto dal loro quinto album in studio Heart Break.

## Descrizione
Il brano è diventato il maggior successo dall'album, raggiungendo la posizione numero 7 e diventando la prima top 10 dalla partenza dal gruppo di Bobby Brown.
Paradossalmente, il brano non è riuscito a raggiungere la prima posizione della classifica di Black Music a causa della permanenza in vetta di Don't Be Cruel di Bobby Brown, colui che aveva lasciato il gruppo anni prima.
Il brano, per aver venduto un milione di copie, è stato certificato disco di platino.

## Tracce
1. If It Isn't Love (12" Club Mix) – 7:42
2. If It Isn't Love (Instrumental) – 5:10
3. If It Isn't Love (Low Key Mix) – 4:30

## Formazione
- Ronnie DeVoe
- Ricky Bell
- Michael Bivins
- Johnny Gill
- Ralph Tresvant - cantante principale

## Influenza
La coreografia del videoclip ha ispirato il videoclip del brano Love On Top di Beyoncé.